# Grigoris Palagean
Grigoris Palagean (též Krikor Balakian, arménsky Գրիգորիս Պալագեան; ? 1875 Tokat – 8. října 1934 Marseille) byl arménský biskup, očitý svědek arménské genocidy a svědek v Berlínském procesu vedeném proti Soghomonu Tehlirianovi, vrahovi Talâta Paši. Grigoris Palagean je prastrýcem amerického básníka Petera Balakiana.